# Istanbul Kupası
A Copa de Futebol de Istambul ( em turco:  İstanbul Futbol Kupası   ) foi uma competição de futebol para clubes de Istambul, na Turquia . A competição substituiu o Istanbul Shield em 1942 e durou até 1947, quando foi cancelada. A partida final entre Beşiktaş e Fenerbahçe foi cancelada em 1947 .

## Vencedores anteriores
| Ano  | Vencedores (número de títulos) | Vice-campeão |
| ---- | ------------------------------ | ------------ |
| 1942 | Galatasaray (1)                | Fenerbahçe   |
| 1943 | Galatasaray (2)                | Beşiktaş     |
| 1944 | Beşiktaş (1)                   | Fenerbahçe   |
| 1945 | Fenerbahçe (1)                 | Beşiktaş     |
| 1946 | Beşiktaş (2)                   | Beykozspor   |
| 1947 | Cancelado                      | Cancelado    |